# NGC 6840
NGC 6840 – grupa gwiazd znajdująca się w gwiazdozbiorze Orła, prawdopodobnie gromada otwarta. Odkrył ją William Herschel 4 września 1784 roku. Znajduje się w odległości ok. 6,4 tys. lat świetlnych od Słońca oraz 24,2 tys. lat świetlnych od centrum Galaktyki.